# Avaj
Avaj (persiska: آوَج) är en stad i Iran. Den ligger i provinsen Qazvin, i den nordvästra delen av landet. Avaj ligger 1 962 meter över havet.
Staden är administrativt centrum för delprovinsen (shahrestan) Avaj.